# Mesochorus trossulus
Mesochorus trossulus är en stekelart som beskrevs av Dasch 1974. Mesochorus trossulus ingår i släktet Mesochorus och familjen brokparasitsteklar. Inga underarter finns listade i Catalogue of Life.